# يوزيف كيس (عداء مسافات طويلة)
يوزيف كيس (بالمجرية: József Kiss)‏ هو عداء مسافات طويلة مجري، ولد في 29 أبريل 1909 في سالجوتارجان في المجر، وتوفي في 5 سبتمبر 1986.

## وصلات خارجية
- يوزيف كيس على موقع أوليمبيديا (الإنجليزية)